# 纪友伟
纪友伟（1945年1月25日—），山西省洪洞县人。中华人民共和国政治人物。

## 生平
纪友伟1965年9月加入中国共产党，1969年7月毕业于中国矿业学院，毕业后先后在北京矿务局和峰峰矿务局实习，随后赴晋城矿务局凤凰山矿运输连机关党总支组干科工作。纪友伟先后担任了凤凰山矿党委秘书、晋城矿务局党委通讯组组长、办公室副主任、组织部副部长、晋东南地委组织部副部长。1985年5月，纪友伟出任中共晋城市委常委、组织部部长。1988年4月，纪友伟改任中共晋城市委副书记兼组织部长。1990年，纪友伟改为担任中共晋城市委副书记。1993年3月至2000年，纪友伟长期担任大同市市委书记。2000年，纪友伟赴太原担任中共山西省委统战部长。2001年4月16日，纪友伟被任命为山西省人民政府省长助理，任职至2005年1月13日。